# Xã Bonilla, Quận Beadle, South Dakota
Xã Bonilla (tiếng Anh: Bonilla Township) là một xã thuộc quận Beadle, tiểu bang Nam Dakota, Hoa Kỳ. Năm 2010, dân số của xã này là 83 người.